# Église covenantaire de Grand-Pré
L'église covenantaire de Grand-Pré, en Nouvelle-Écosse, est un site historique national depuis 1989. Elle est située sur la crête, en haut du village, le long du chemin Grand-Pré. C'est la plus ancienne église presbytérienne du Canada encore existante. L'église, ayant le style architectural des salles communautaires de la Nouvelle-Angleterre, comporte peu de décorations extérieures, sauf l'entablement à l'entrée. Elle fut construite entre 1804 et 1811. Le clocher fut terminé en 1818 et a peu changé depuis cette époque.
Le site comporte aussi un vieux cimetière, où l'on trouve parmi les ormes matures les tombes d'Andrew et Eunice Borden, les parents de sir Robert Laird Borden, et du révérend George Gillmore. 
Arrivé d'Irlande du Nord, le révérend James Murdoch fut l'un des rares prêtres à venir s'établir dans les régions rurales de la Nouvelle-Écosse. Il construisit une église en bois rond. Il fut remplacé par le révérend George Gillmore, qui fit construire l'église actuelle. Après 20 ans passés sans prêtre permanent, le Révérend William Somerville prit la charge de la paroisse. Lui et son successeur, Thomas McFall, étaient membres de l'Église presbytérienne réformée d'Irlande, dont les membres s'appelaient covenantaires, d'où le nom de l'église. De 1894 à son achat par l'Église presbytérienne du Canada en 1912, l'édifice ne fut pas utilisé. Elle joignit ensuite l'Église unie du Canada en 1925. Elle est toujours en utilisation, sauf durant l'hiver
.